# Ville étrangère
Ville étrangère ist ein französischer Spielfilm von Didier Goldschmidt aus dem Jahr 1988. Grundlage des Drehbuchs ist die Erzählung Stunde der wahren Empfindung von Peter Handke.

## Handlung
Gregor Keuschnig, Presseattaché an der österreichischen Botschaft in Paris, hat ein Appartement in der Nähe des Élysée in Paris. Er ist verheiratet mit Stéphanie und Vater der vierjährigen Agnès.
In einer Augustnacht hat er einen Albtraum, in dem er eine alte Frau umbringt. Als er am nächsten Morgen aufwacht, ist er völlig außer der Spur. Nichts ist mehr wie vorher. Sein vertrautes Umfeld wird zu einem unbekannten Territorium. Seine Arbeit empfindet er als trostlos. Einmal sucht er Beatrice auf, mit der er ein Verhältnis hat, und hält ihre eine Rede im Stil Camus’ über die Absurdität der Welt, die Sinnlosigkeit des Lebens. Sein Verhalten im Büro wird immer befremdlicher, er fällt unangenehm auf. Einmal hat er Gäste eingeladen und fängt plötzlich an, seine Kleider auszuziehen. Seine Frau verlässt ihn, nur mit einer kurzen Nachricht auf einem Zettel, sein Kind scheint verschwunden, möglicherweise wurde es entführt. Keuschnig steckt in einer existenziellen Krise. Einer seiner Bekannten, ein Schriftsteller, ein Zyniker und Schmarotzer, beobachtet ihn und folgt ihm auf seinen Streifzügen durch die Stadt.

## Produktion
Der Film wurde von F.P.C. Productions und La Sept produziert. Es ist das Spielfilmdebüt von Didier Goldschmidt. Seinen zweiten und letzten Spielfilm Alissa drehte er erst 10 Jahre später.

### Drehbuch, Besetzung
Grundlage des Drehbuchs ist Handkes Erzählung Die Stunde der wahren Empfindung, ein stark autobiographisch geprägter Text. Handke hatte von Dezember 1973 bis 1976 mit seiner Tochter in Auteuil gelebt, er war befreundet mit Walter Greinert, dem Pressereferenten der österreichischen Botschaft in Paris, und war gelegentlich Gast des Leiters des österreichischen Kulturinstituts.
Goldschmids Vater, Georges-Arthur Goldschmidt, hatte Handkes Buch unter dem Titel L’heure de la sensation vraie 1977 ins Französische übersetzt. Beteiligt am Drehbuch war Jérôme Tonnerre, ein junger Drehbuchautor, der über François Truffaut zum Drehbuchschreiben gekommen war und der sein erstes Drehbuch 1984 für Viva la Vie – Es lebe das Leben von Claude Lelouch verfasst hat. Die psychologisch komplexe Hauptrolle war mit Niels Arestrup besetzt. Für Anne Wiazemsky war es der letzte Auftritt in einem Spielfilm. Nach 1988 hat sie ausschließlich Romane, Biografien und Kinderbücher geschrieben.

## Veröffentlichung
Die Uraufführung fand 1988 während der Filmfestspiele in Cannes statt. Kinopremiere in Frankreich war am 1. Juni 1988. Am 10. September 1988 wurde der Film in Toronto unter dem Titel Foreign City vorgestellt.

## Kritik
Le Monde lobt die Bilder des Films: „Goldschmidt zeigt uns ein sehr schönes Paris, verlassen manchmal, ungewöhnlich, und das ist das Schönste am Film. Die psychopathische, zerstörerische Stimmung des Helden lässt uns heftig an Antonionis berühmte Filme denken, mit ihren orientierungslosen bourgeoisen Typen. Das ist der Punkt, an dem man plötzlich merkt, wie bestimmte Gefühle von Vorgestern aus der Mode gekommen sind.“